# Josef Krejč
Josef Krejč, též Josef Kregcz (22. března 1826 Uherské Hradiště – 14. dubna 1877 Kyjov), byl rakouský právník a politik české národnosti z Moravy; poslanec Moravského zemského sněmu.

## Biografie
Od roku 1862 působil jako advokát v Kyjově. Byl aktivní ve veřejném a politickém životě. V roce 1864 patřil mezi iniciátory vzniku prvního českého spolku v Kyjově, Čtenářského spolku. Zasedal v obecním výboru. Roku 1874 se uvádí i jako členem řídícího výboru Občanské záložny.
V 60. letech se zapojil i do vysoké politiky. V zemských volbách v lednu 1867 byl zvolen na Moravský zemský sněm, za kurii městskou, obvod Kyjov, Vyškov, Strážnice. V zemských volbách v březnu 1867 zde mandát obhájil. Na sněm se ještě krátce vrátil v zemských volbách v září 1871. V krátce poté konaných zemských volbách v prosinci 1871 již ho na sněmu nahradil Rudolf Auspitz. Poslanecký slib skládal v únoru 1867 v češtině. V roce 1870 byl oficiálním kandidátem Moravské národní strany (staročeské).
Zemřel v dubnu 1877, po delší nemoci. Příčinou úmrtí byl zánět plic. Bylo mu 51 let.